# Balwyn North
Balwyn North (auch North Balwyn) ist ein Stadtteil der australischen Stadt Melbourne, der sich ca. 11 km nordöstlich der Innenstadt befindet. 2006 hatte er eine Einwohnerzahl von 20.406.  Der nordwestliche Teil von Balwyn North wird auch als Bellevue bezeichnet, der südöstliche als Greythorn.
1937 wurde in Balwyn North ein Postamt eröffnet. Das Stadtbild ist heute geprägt von Wohngebieten mit Einfamilienhäusern und großen Gärten, nur vereinzelt sieht man mehrstöckige Appartement-Blocks.